# Perasia garnotina
Perasia garnotina är en fjärilsart som beskrevs av Embrik Strand 1917. Perasia garnotina ingår i släktet Perasia och familjen nattflyn. Inga underarter finns listade i Catalogue of Life.